# Камила (митология)
Вижте пояснителната страница за други значения на Камила.
Камила (на латински: Camilla) в древноримската митология е амазонска боркиня.
Тя е дъщеря на Метаб, цар на волските в град Привернум, и на Касмила.
Нейният баща е изгонен от града заради избухливия му характер и бяга с малката си дъщеря. На бурната река Амизенус той не знае как да пресече и я завързва за дърво, като обещава на Диана, че я оставя да ѝ служи, ако успее неранена да стигне до другия бряг. Камила успява да пристигне на другия бряг, бозала от една кобила и ръсте като голяма ловджийка.
Когато Еней пристига в Италия, Камила се бие с против него и пада убита в битката от етруския Арун. Убиецът на Камила получава отмъщението на богинята Диана и е убит от Опис, приятелката на Камила.
Митосът е описан от Вергилий v Енеида.
Историята е подобна на тази на Харпалика, дъщерята на тракийския цар Харпалик.

- Метаб и Камила 
(15/16 век)
- Камила убива Авнус (17 век)